# Лёффинген
Лёффинген (нем. Löffingen) — город в Германии, в земле Баден-Вюртемберг. 
Подчинён административному округу Фрайбург. Входит в состав района Брайсгау — Верхний Шварцвальд.  Население составляет 7657 человек (на 31 декабря 2010 года). Занимает площадь 88,03 км². Официальный код  —  08 3 15 070.
Город подразделяется на 6 городских районов.

## Фотографии

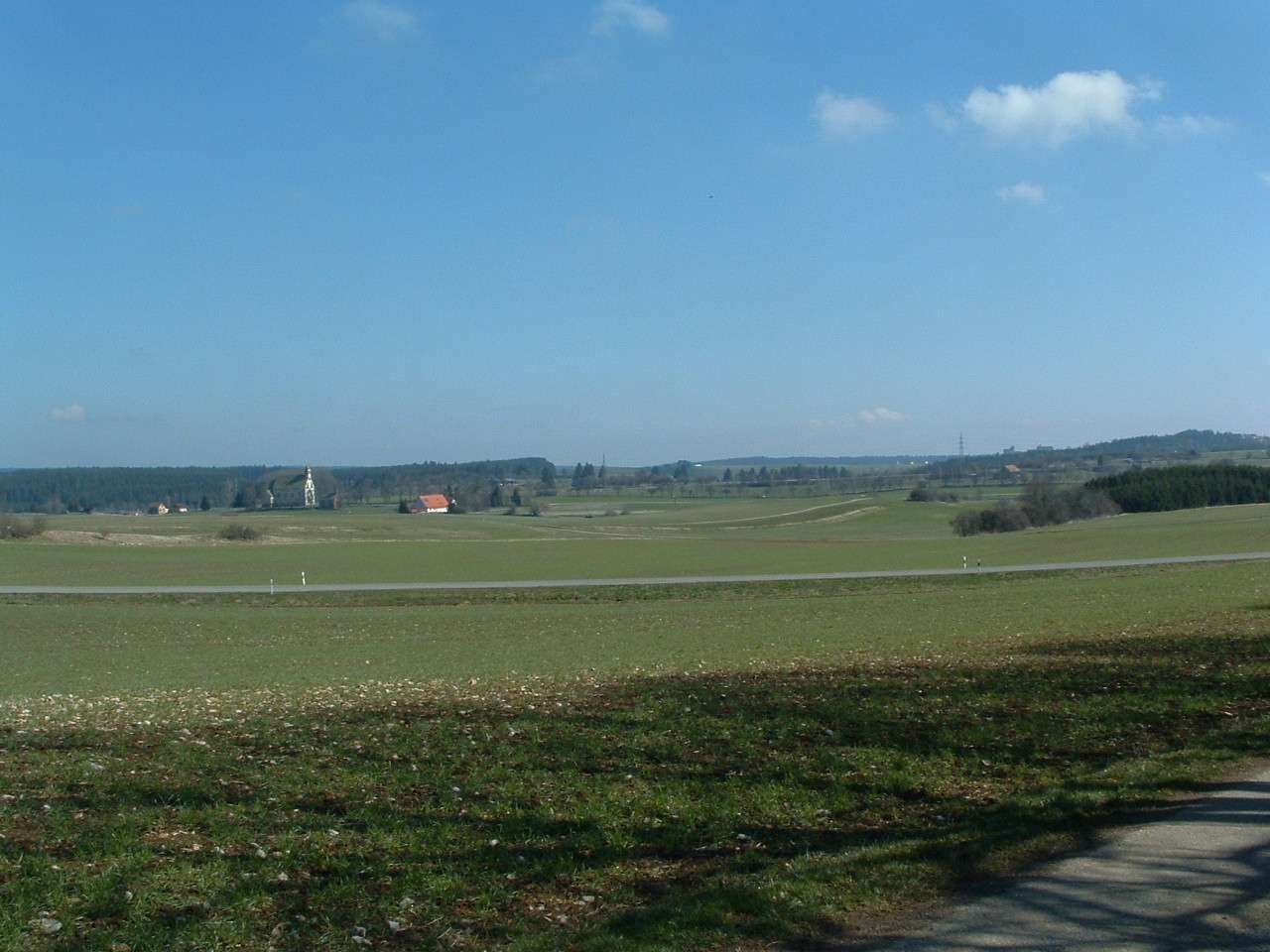
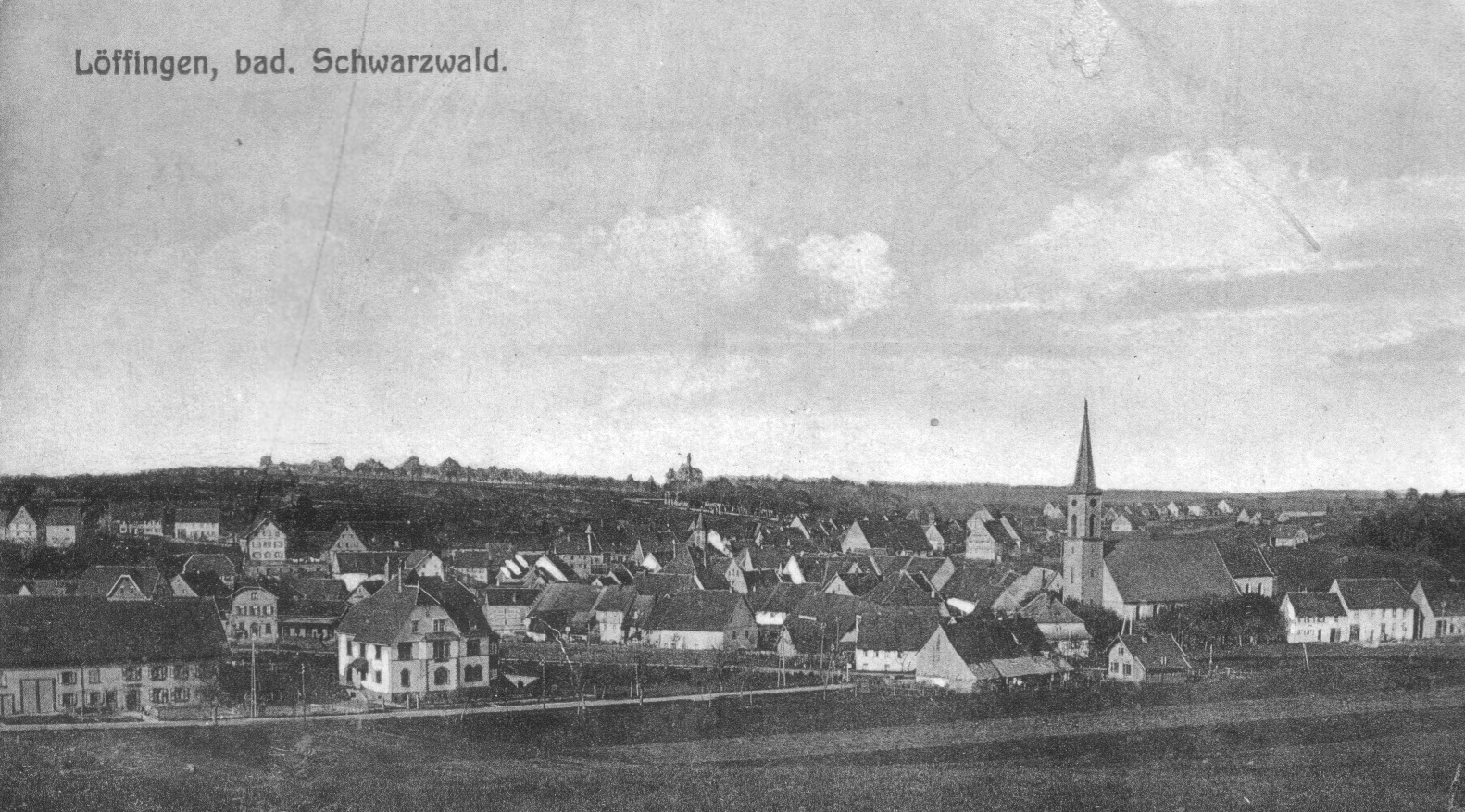
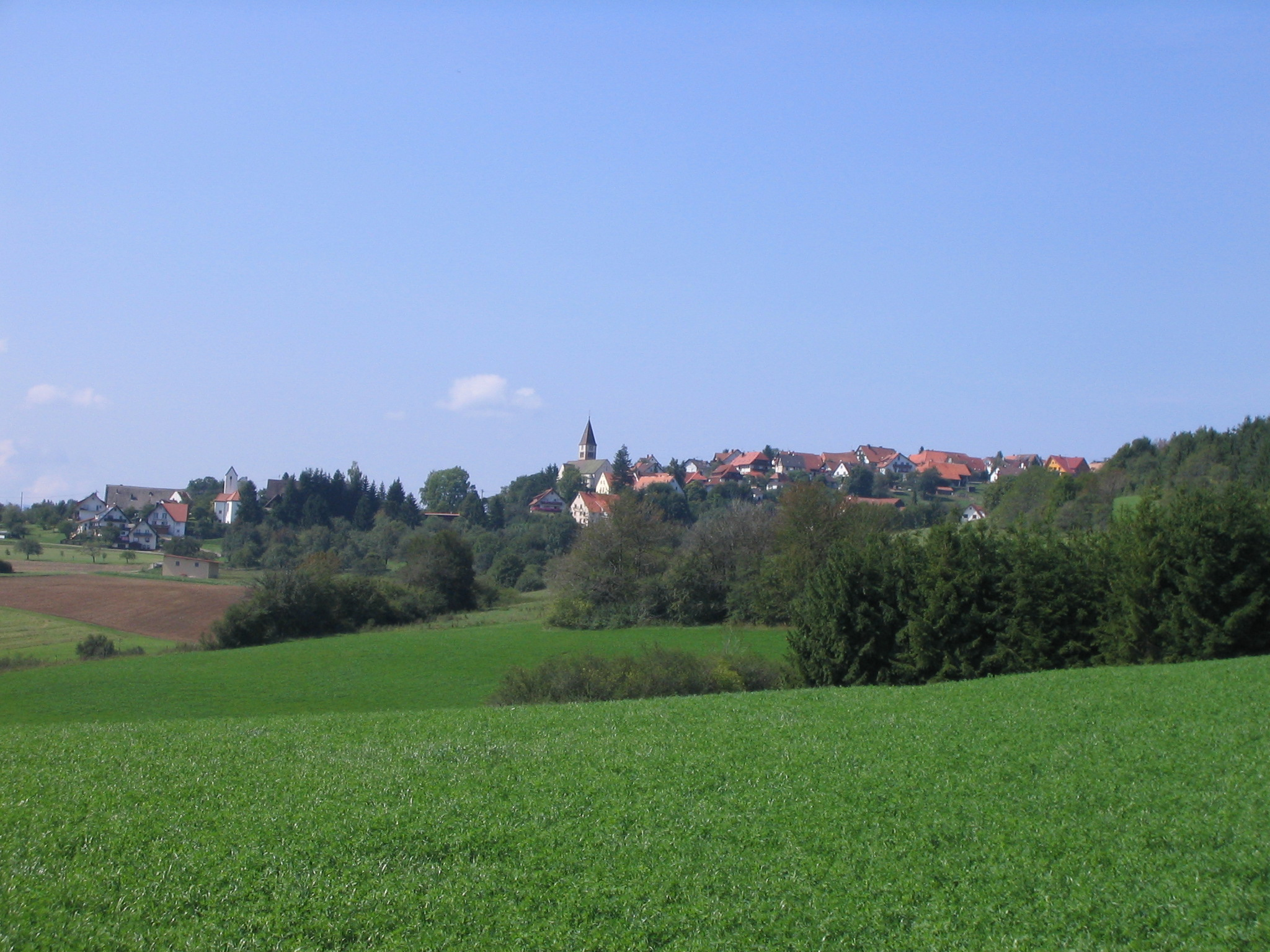
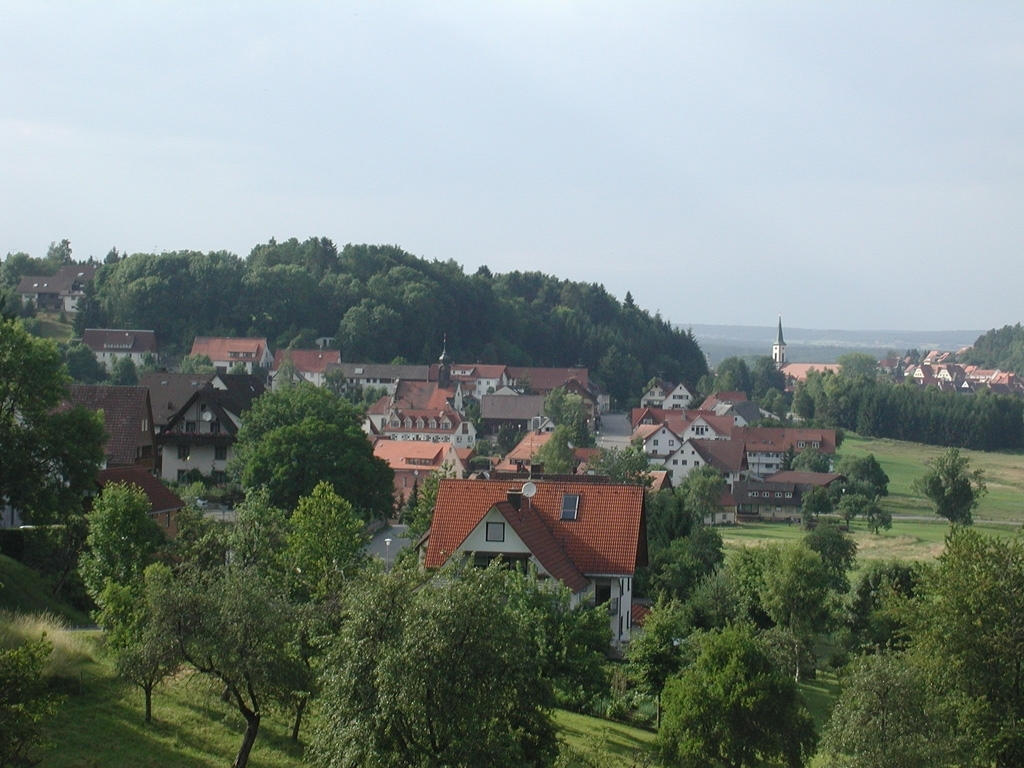